# The Velvet Underground (film)
Pour plus de détails, voir Fiche technique et Distribution.
The Velvet Underground est un film documentaire américain réalisé par Todd Haynes sur le groupe The Velvet Underground, sorti en 2021.

## Fiche technique
- Titre français : The Velvet Underground
- Réalisation et scénario : Todd Haynes
- Photographie : Edward Lachman
- Montage : Affonso Gonçalves et Adam Kurnitz
- Société de distribution : Apple TV+
- Pays de production :  États-Unis
- Format : couleur
- Genre : documentaire
- Durée : 110 minutes
- Dates de sortie :
  - France : 7 juillet 2021 (Festival de Cannes 2021)
  - Mondial : 15 octobre 2021 (en VOD)

## Distribution
- Mary Woronov : elle-même
- Lou Reed : lui-même (images d'archive)
- Jonathan Richman : lui-même
- John Cale : lui-même
- Maureen Tucker : elle-même
- Amy Taubin : elle-même
- Sterling Morrison : lui-même (images d'archive)
- La Monte Young : lui-même
- Doug Yule : lui-même
- Merrill Reed Weiner : elle-même

## Distinctions

### Sélections
- Festival de Cannes 2021 : sélection hors compétition
- Festival Lumière 2021[2]